# Carambolier
Averrhoa carambola
Pour les articles homonymes, voir Carambole.
Espèce
Classification phylogénétique
Le carambolier (Averrhoa carambola) est un arbre de la famille des Oxalidacées dont le fruit est la carambole ou pomme de Goa.

## Description

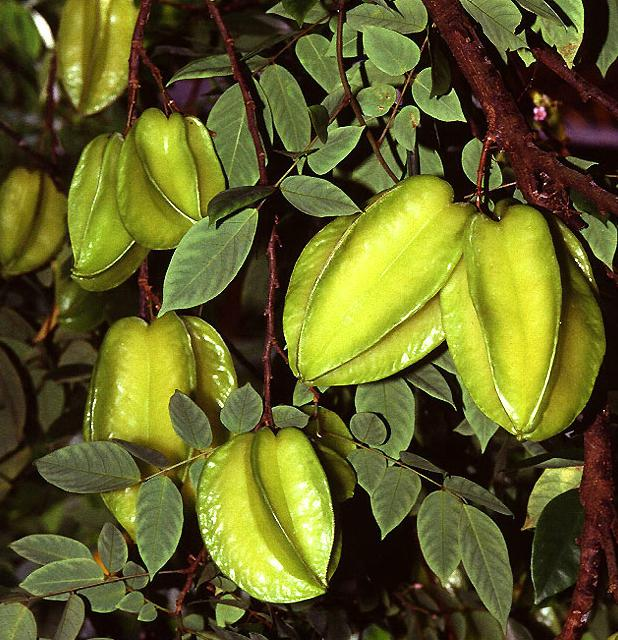
Fruits caramboles ou pommes de Goa.

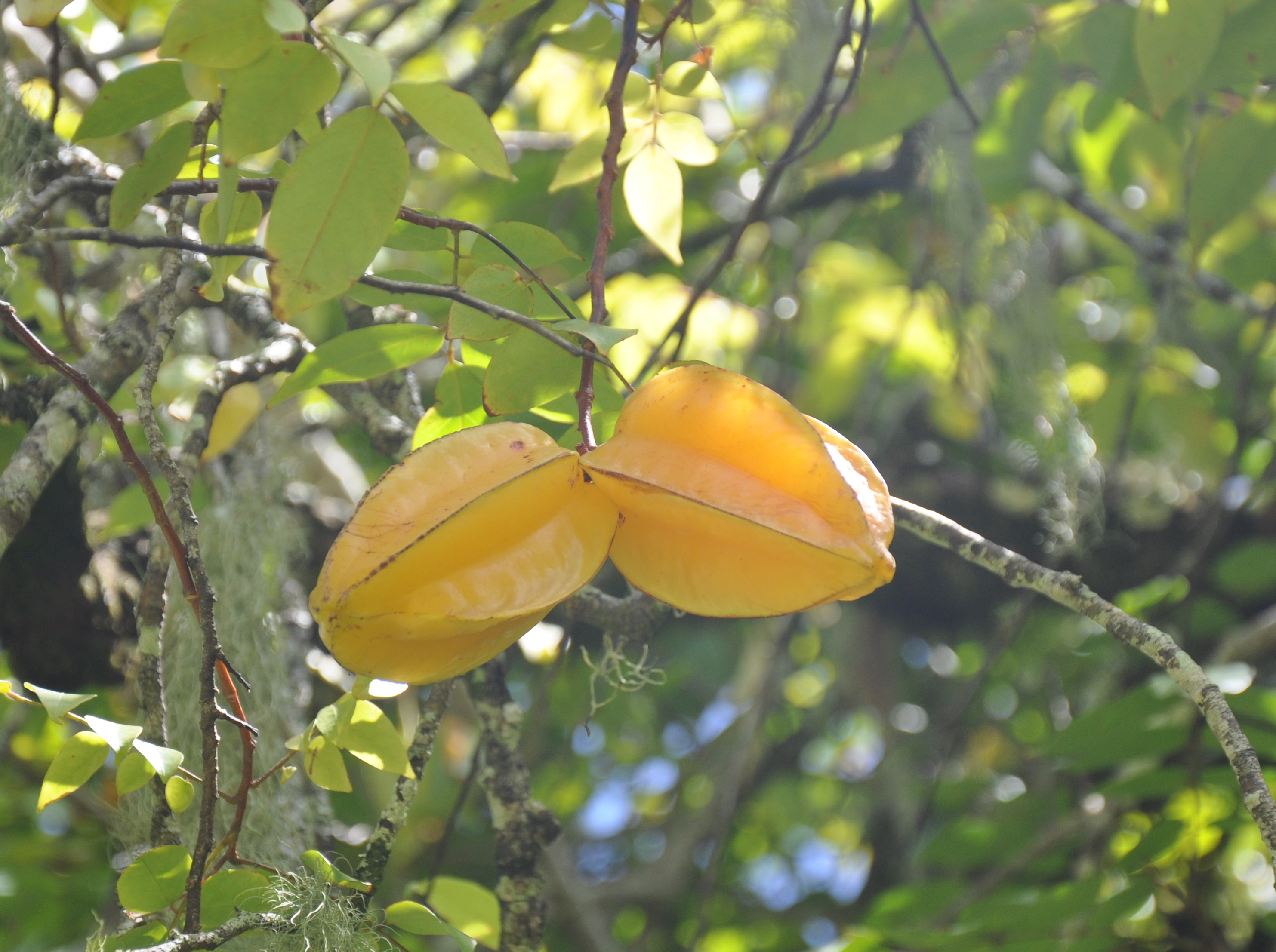
Carambole à Tahiti.

Le carambolier est un arbre étalé large, arrondi, des régions tropicales qui mesure jusqu'à 15 m de haut. Il est originaire d'Asie du Sud-Est. 
Il fleurit quatre fois par an. 

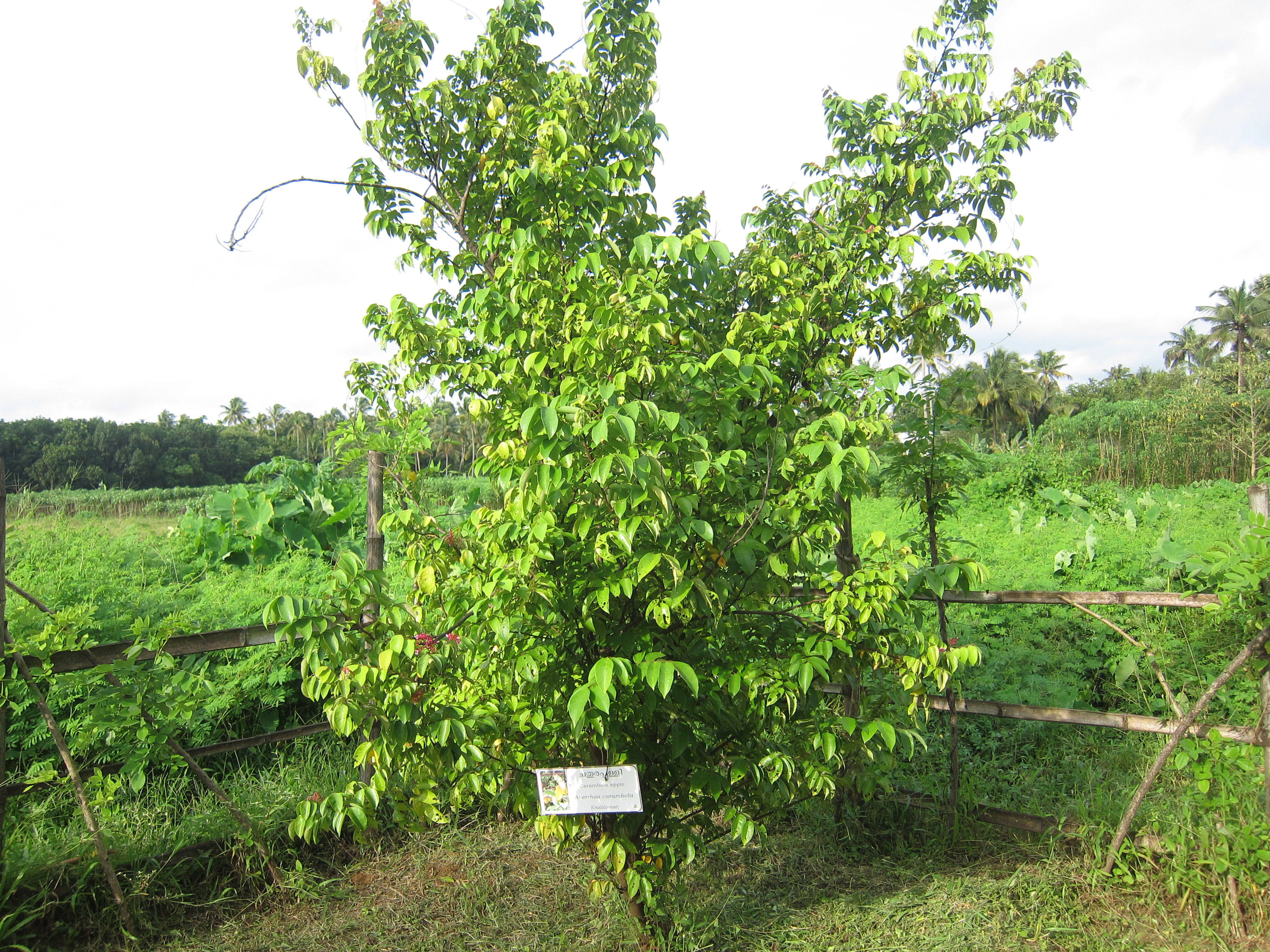
Carambolier en Inde.

Disponible depuis quelques années sur les marchés européens, le fruit est une baie à cinq carpelles soudés dont la section forme une étoile et contenant chacun deux graines plates. 
Selon les variétés, plus ou moins acidulées, il est utilisé en jus ou en salade de fruits, en confiture ou dans des sauces. Il est surtout utilisé pour décorer les plats et desserts.
On donne aussi le nom de carambole à une espèce du genre Allium, Allium ampeloprasum, appelé également poireau d'été.

## Pour la santé: toxicité reconnue
Le fruit est une bonne source de vitamine C et riche en polyphénols. [réf. nécessaire]
Le fruit ou son jus peuvent être toxiques, l'intoxication à la carambole est grave, elle est fréquemment observée chez les insuffisants rénaux chroniques. Les symptômes sont  : hoquet réfractaire, insomnie, agitation, cauchemars, nausées, vomissements, faiblesse musculaire, confusion, troubles de la conscience, convulsions et arrêt cardiorespiratoire.
La caramboxine est une toxine présente dans les fruits,, elle est mise en cause pour sa néphrotoxicité ainsi que pour sa neurotoxicité en association avec son acide oxalique (1 mg pour 1 g). Le cerveau serait affecté après que la toxine a franchi la barrière rénale. Le tableau clinique associe une encéphalopathie sévère (avec syndrome confusionnel et état de mal épileptique) une insuffisance rénale et un hoquet.
La caramboxine est un acide aminé non protéinogène qui stimule les récepteurs du glutamate dans les neurones. Sa structure chimique est similaire à celle de l'acide aminé phénylalanine. La caramboxine est un agoniste des deux récepteurs ionotropes glutamatergiques NMDA et AMPA avec de puissantes propriétés excitatrices, convulsives et neurodégénératives. 
En raison du risque d'intoxication par la caramboxine conduisant à une insuffisance rénale, il est déconseillé de manger des caramboles ou de boire son jus à jeun. On conseille de limiter sa consommation à deux fruits par semaine , car on soupçonne des phénomènes d'accumulation. La consommation de carambole est formellement déconseillée aux insuffisants rénaux et aux personnes sous dialyse. 
Six cas d'intoxication ont été décrits en Martinique où deux personnes sont mortes chez des consommateurs réguliers ou ponctuels. L'ensemble a été complètement résolutif après traitement par hémofiltration. Les intoxications sévères peuvent causer des dommages irréversibles d'après les cas décrits en Asie.
| Carambole (valeur nutritive pour 100 g) |                              |                            |                        |
| eau : 90,9 %                            | matières azotées : ?? %      | mat. hydrocarbonées : ?? % | cendres totales : ?? g |
| fibres : 1,7 g                          | valeur énergétique : 33 kcal |                            |                        |
| protéines: 0,54 g                       | lipides: 0,35 g              | glucides: 7,83 g           | sucres simples : 7,1 g |
| Sels minéraux & oligo-éléments          |                              |                            |                        |
| potassium : 163 mg                      | phosphore : 16 mg            | calcium : 4 mg             | magnésium : 9 mg       |
| sodium : 2 mg                           | fer : 0,26 mg                | zinc : 110 µg              | cuivre : 120 µg        |
| Manganèse : 82 µg                       |                              |                            |                        |
| vitamines                               |                              |                            |                        |
| vitamine C : 21 mg                      | vitamine B1 : 28 µg          | vitamine B2 : 27 µg        | B3/PP/Niacine : 411 µg |
| vitamine B5 : ?? µg                     | vitamine B6 : ?? µg          | vitamine B9 : ?? µg        | vitamine B12 : ?? µg   |
| vitamine A : ?? µg                      | rétinol : ?? µg              | vitamine E : ?? µg         | vitamine K : ?? µg     |
| acides gras                             |                              |                            |                        |
| saturés : ?? g                          | mono-insaturés : ?? g        | poly-insaturés : ?? g      | cholestérol : ?? mg    |

## La carambole dans la culture populaire asiatique
Le fruit connaît actuellement un regain de popularité en Asie et au Japon en particulier grâce au dessin animé Le sergent Keroro. En effet, le personnage principal Keroro et ses amis, des extra-terrestres de la planète Titar, raffolent de la carambole (appelée là-bas スターフルーツ, littéralement « le fruit en forme d'étoile »). Ces fruits contiennent selon l'auteur, Mine Yoshizaki, tous les nutriments nécessaires aux Titariens.
À Taïwan, où le fruit est appelé yángtáo (楊桃), le jus de carambole est supposé être bon pour la gorge et avoir des vertus antitussives.